# NGC 4457
NGC 4457 este o liner situată în constelația Fecioara. A fost descoperită în 23 februarie 1784 de către William Herschel. Se află la o distanță de 16,5 megaparseci de Pământ.